# 地方制度調査会
地方制度調査会（ちほうせいどちょうさかい）は、内閣府の審議会等の一つ。

## 概要
地方制度調査会設置法（昭和27年8月18日法律第310号）の規定に基づき、日本国憲法の理念を十分に具現するように、現行地方制度に全般的な検討を加えることを目的として設置され、内閣総理大臣の諮問に応じ、地方制度に関する重要事項を調査審議することを任務とする。
1952年に第1次調査会が設置されて以来、現在までに29次にわたって設置され、地方制度改革に大きな影響を及ぼしてきた。2011年8月に第30次調査会が発足し、現在も活動中である。

## 組織

### 委員
委員は、国会議員、地方議会の議員、地方公共団体の長およびその職員ならびに地方制度に関して学識経験のある者のうちから内閣総理大臣が任命する。定員は30人以内であるが、特別の事項を調査審議するため必要があるときは、臨時委員20人以内を置くことができる。
会長及び副会長1人については、委員の互選によって決定される。委員の任期は2年。
委員の構成は、近年（第27次調査会以降）は学識経験者（専門小委員会委員）18、国会議員6、地方六団体代表6となっている。

### 専門小委員会
地方制度調査会では、専門小委員会を設置して専門的な議論を行い、ある程度審議が進んだ段階で総会へ報告し、再度審議するスタイルをとっている。
専門小委員会の委員は、会長が指定する学識経験者によって構成され、委員長は、会長が指名する。

### 事務局
調査会の庶務は、内閣府大臣官房企画調整課において、総務省自治行政局行政課の協力を得て処理することとされている。

## 歴代会長等
| 次     | 会長       | 副会長     | 専門小委員長 | 活動期間        |
| ------ | ---------- | ---------- | ------------ | --------------- |
| 第25次 | 宇野収     | 成田頼明   | 首藤堯       | 1996年 - 1998年 |
| 第26次 | 高原須美子 | 成田頼明   | 首藤堯       | 1998年 - 2000年 |
| 第27次 | 諸井虔     | 西尾勝     | 松本英昭     | 2001年 - 2003年 |
| 第28次 | 諸井虔     | 小早川光郎 | 松本英昭     | 2004年 - 2006年 |
| 第29次 | 中村邦夫   | 片山善博   | 林宜嗣       | 2007年 - 2009年 |
| 第30次 | 西尾勝     | 畔柳信雄   | 碓井光明     | 2011年 - 2013年 |
| 第31次 | 畔柳信雄   | 碓井光明   | 長谷部恭男   | 2014年 - 2016年 |
| 第32次 | 市川晃     | 大山礼子   | 山本隆司     | 2018年 - 2020年 |
| 第33次 | 市川晃     | 大山礼子   | 山本隆司     | 2022年 -        |

## 主要な答申
| 次     | 答申年月日                 | 答申等の内容                                                                                 |
| ------ | -------------------------- | -------------------------------------------------------------------------------------------- |
| 第1次  | 1953年（昭和28年）10月16日 | 地方制度の改革に関する答申                                                                   |
| 第4次  | 1957年（昭和32年）10月18日 | 地方制度の改革に関する答申                                                                   |
| 第5次  | 1959年（昭和34年）2月28日  | 地方公務員の退職年金制度の改正に関する答申                                                   |
| 第7次  | 1960年（昭和35年）2月28日  | 首都制度の改革に関する行政部会中間報告                                                       |
| 第8次  | 1962年（昭和37年）1月16日  | 地方開発都市の建設に関する意見（中間報告）                                                   |
| 〃     | 1962年（昭和37年）10月1日  | 地方開発都市に関する答申                                                                     |
| 〃     | 1962年（昭和37年）10月1日  | 首都制度当面の改革に関する答申                                                               |
| 第9次  | 1963年（昭和38年）12月27日 | 行政事務再配分に関する答申                                                                   |
| 第10次 | 1965年（昭和40年）9月10日  | 府県合併に関する答申                                                                         |
| 〃     | 1965年（昭和40年）9月10日  | 行政事務再配分に関する第２次答申                                                             |
| 第12次 | 1968年（昭和43年）6月4日   | 行政事務再配分に伴う財源再配分に関する答申                                                   |
| 〃     | 1968年（昭和43年）8月27日  | 最近における社会経済情勢の変化に伴う地方行政の変ぼうに対処する行財政上の方策に関する中間答申 |
| 第13次 | 1969年（昭和44年）10月15日 | 広域市町村圏および地方公共団体の連合に関する中間報告                                         |
| 〃     | 1969年（昭和44年）10月15日 | 都市制度に関する答申                                                                         |
| 第14次 | 1970年（昭和45年）11月20日 | 大都市制度に関する答申                                                                       |
| 第15次 | 1972年（昭和47年）10月26日 | 特別区制度の改革に関する答申                                                                 |
| 〃     | 1973年（昭和48年）11月9日  | 今後の地方行財政のあり方に関する中間答申                                                     |
| 第16次 | 1975年（昭和50年）7月23日  | 地方財政の硬直化を是正するためにとるべき方策を中心とした地方行財政のあり方に関する答申       |
| 〃     | 1976年（昭和51年）6月18日  | 住民の自治意識の向上に資するための方策に関する答申                                           |
| 〃     | 1976年（昭和51年）10月22日 | 地方税財政制度のあり方についての起草委員会報告                                               |
| 第17次 | 1979年（昭和54年）9月10日  | 新しい社会経済情勢に即応した今後の地方行財政制度のあり方についての答申                       |
| 第18次 | 1981年（昭和56年）7月31日  | 地方税財政と行政改革のあり方についての意見                                                   |
| 〃     | 1981年（昭和56年）11月24日 | 地方行財政制度のあり方についての小委員会報告                                                 |
| 第19次 | 1982年（昭和57年）6月8日   | 地方行財政制度のあり方についての小委員会報告（参考）                                         |
| 〃     | 1982年（昭和57年）9月7日   | 地方行財政と行政改革のあり方についての意見                                                   |
| 〃     | 1983年（昭和58年）11月14日 | 広域行政制度のあり方に関する小委員会報告                                                     |
| 第20次 | 1986年（昭和61年）2月3日   | 機関委任事務等に係る当面の措置についての答申                                                 |
| 第21次 | 1988年（昭和63年）5月18日  | 社会経済情勢の変化に伴う基礎的自治体（地方公共団体）のあり方についての小委員会報告           |
| 第21次 | 1988年（昭和63年）5月18日  | 地方公共団体への国の権限委譲等についての答申                                                 |
| 〃     | 1988年（昭和63年）5月18日  | 地方行財政と税制改革のあり方についての意見                                                   |
| 第22次 | 1989年（平成元年）12月6日  | 小規模町村のあり方についての答申                                                             |
| 〃     | 1990年（平成2年）9月20日   | 都区制度の改革に関する答申                                                                   |
| 第23次 | 1991年（平成3年）12月6日   | 地方交付税制度に関する基本的な考え方                                                         |
| 〃     | 1993年（平成5年）4月19日   | 広域連合及び中核市に関する答申                                                               |
| 第24次 | 1994年（平成6年）11月22日  | 地方分権の推進に関する答申                                                                   |
| 〃     | 1994年（平成6年）11月22日  | 市町村の自主的な合併の推進に関する答申                                                       |
| 〃     | 1996年（平成8年）4月16日   | 地方分権の推進に伴う地方行政体制の整備・確立についての専門小委員会報告                       |
| 第25次 | 1997年（平成9年）2月24日   | 監査制度の改革に関する答申                                                                   |
| 〃     | 1998年（平成10年）4月24日  | 市町村の合併に関する答申                                                                     |
| 第26次 | 2000年（平成12年）10月25日 | 地方分権時代の住民自治制度のあり方及び地方税財源の充実確保に関する答申                       |
| 第27次 | 2003年（平成15年）4月30日  | 今後の地方自治制度のあり方についての中間報告                                                 |
| 〃     | 2003年（平成15年）5月23日  | 地方税財政のあり方についての意見 －地方分権推進のための三位一体改革の進め方について－        |
| 〃     | 2003年（平成15年）11月13日 | 今後の地方自治制度のあり方に関する答申                                                       |
| 第28次 | 2004年（平成16年）11月18日 | 地方税財政のあり方についての意見                                                             |
| 〃     | 2005年（平成17年）12月9日  | 地方の自主性・自立性の拡大及び地方議会のあり方に関する答申                                   |
| 〃     | 2006年（平成18年）2月28日  | 道州制のあり方に関する答申                                                                   |
| 第29次 | 2009年（平成21年）6月16日  | 今後の基礎自治体及び監査・議会制度のあり方に関する答申                                       |
| 第30次 | 2011年（平成23年）12月15日 | 地方自治法改正案に関する意見                                                                 |
| 〃     | 2012年（平成24年）12月20日 | 大都市制度についての専門小委員会中間報告                                                     |
| 〃     | 2013年（平成25年）6月25日  | 大都市制度の改革及び基礎自治体の行政サービス提供体制に関する答申                             |
| 第31次 | 2016年（平成28年）3月16日  | 人口減少社会に的確に対応する地方行政体制及びガバナンスのあり方に関する答申                   |
| 第32次 | 2019年（令和元年）7月31日  | 2040年頃から逆算し顕在化する地方行政の諸課題とその対応方策についての中間報告                 |
| 〃     | 2019年（令和元年）10月30日 | 市町村合併についての今後の対応方策に関する答申                                               |
| 〃     | 2020年（令和2年）6月26日   | 2040年頃から逆算し顕在化する諸課題に対応するために必要な地方行政体制のあり方等に関する答申   |